# Team Milram
Team Milram var et tysk cykelhold i UCI ProTour. Holdet blev startet op i efter at Domina Vacanze og Team Wisendof slog sig sammen for at øge vinderchancerne.
Holdets hovedsponsor var Milram, et produktmærke fra Nordmilch der er en kernevirksomhed for produktion og salg af mælk, ost og andre mejeriprodukter over hele verden.

## 2009

### Rytterne
|                     | Rytter              | Fødselsdag                 |
| ------------------- | ------------------- | -------------------------- |
| Luca Barla          | Luca Barla          | 29. september 1987 (37 år) |
| Gerald Ciolek       | Gerald Ciolek       | 19. september 1986 (38 år) |
| Markus Eichler      | Markus Eichler      | 18. februar 1982 (43 år)   |
| Robert Förster      | Robert Förster      | 27. januar 1978 (47 år)    |
| Markus Fothen       | Markus Fothen       | 9. september 1981 (43 år)  |
| Thomas Fothen       | Thomas Fothen       | 16. april 1983 (41 år)     |
| Johannes Fröhlinger | Johannes Fröhlinger | 9. juni 1985 (39 år)       |
| Artur Gajek         | Artur Gajek         | 18. april 1985 (39 år)     |
| Linus Gerdemann     | Linus Gerdemann     | 16. september 1982 (42 år) |
| Servais Knaven      | Servais Knaven      | 6. marts 1971 (54 år)      |
| Christian Knees     | Christian Knees     | 5. marts 1981 (44 år)      |
| Christian Kux       | Christian Kux       | 3. maj 1985 (39 år)        |
| Martin Müller       | Martin Müller       | 5. april 1974 (50 år)      |

|                  | Rytter           | Fødselsdag                |
| ---------------- | ---------------- | ------------------------- |
| Dominik Roels    | Dominik Roels    | 21. januar 1987 (38 år)   |
| Thomas Rohregger | Thomas Rohregger | 23. december 1982 (42 år) |
| Matthias Russ    | Matthias Russ    | 14. november 1983 (41 år) |
| Ronny Scholz     | Ronny Scholz     | 24. april 1978 (46 år)    |
| Björn Schröder   | Björn Schröder   | 27. oktober 1980 (44 år)  |
| Wim Stroetinga   | Wim Stroetinga   | 23. maj 1985 (39 år)      |
| Niki Terpstra    | Niki Terpstra    | 18. maj 1984 (40 år)      |
| Martin Velits    | Martin Velits    | 21. februar 1985 (40 år)  |
| Peter Velits     | Peter Velits     | 21. februar 1985 (40 år)  |
| Paul Voss        | Paul Voss        | 26. marts 1986 (38 år)    |
| Fabian Wegmann   | Fabian Wegmann   | 20. juni 1980 (44 år)     |
| Peter Wrolich    | Peter Wrolich    | 20. maj 1974 (50 år)      |

## Sejre 2007
| Dato            | Løb            | Sted     | Vundet            | Rytter              |
| --------------- | -------------- | -------- | ----------------- | ------------------- |
| 12. maj-3. juni | Giro d'Italia  | Italien  | Pointkonkurrencen | Alessandro Petacchi |
| 10.-18. august  | Tyskland Rundt | Tyskland | Pointkonkurrencen | Erik Zabel          |
| 10.-18. august  | Tyskland Rundt | Tyskland | Bjergkonkurrencen | Niki Terpstra       |
| 14. oktober     | Paris-Tours    | Frankrig | –                 | Alessandro Petacchi |

## Udstyr
- Beklædning: Vermarc
- Cykler: Focus
- Gear: SRAM
- Hjul: Lightweight

## Eksterne links
- Officiel hjemmeside Arkiveret 17. maj 2007 hos  Wayback Machine